# Pohela Boishakh
Pohela Boishakh (em bengali:  পহেলা বৈশাখ) é o primeiro dia do calendário bengali, que também é o calendário oficial de Bangladesh . Este festival é celebrado em 14 de abril em Bangladesh e em 15 de abril nos estados indianos de Bengala Ocidental, Tripura, Jharkhand e Assam (Vale de Barak) pelos bengalis, independentemente da fé religiosa.
A celebração de Pohela Boishakh tem suas raízes nas tradições da comunidade muçulmana de Old Dhaka durante o domínio mogol, bem como a proclamação das reformas da cobrança de impostos de Akbar.
A festa é celebrada com cortejos, feiras e momentos em família. A saudação tradicional para os bengalis no ano novo é শুভ নববর্ষ "Shubho Noboborsho " que significa literalmente "Feliz Ano Novo". O festivo Mangal Shobhajatra é organizado em Bangladesh. Em 2016, a UNESCO declarou esta festa organizada pela Faculdade de Belas Artes da Universidade de Dhaka como patrimônio cultural da humanidade.

## História e origem

### Nomenclatura
Em Bengali, a palavra Pohela (em bengali:  পহেলা) significa 'primeiro' e Boishakh (em bengali:  বৈশাখ) é o primeiro mês do calendário bengali (em bengali:  পহেলা বৈশাখ Pohela Boishakh). O Ano Novo Bengali é referido em Bengali como Nobo Borsho (em bengali:  নববর্ষ), onde 'Nobo' significa novo e 'Borsho' significa ano.

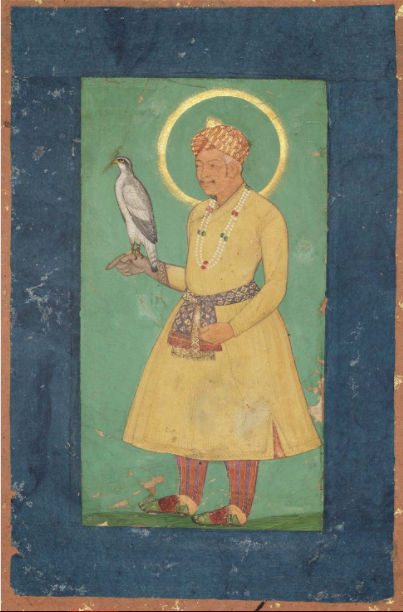
O imperador mogol Akbar iniciou a celebração do Ano Novo bengali e oficializou o calendário bengali para facilitar o processo de cobrança de impostos.

### Raízes tradicionais

#### Teoria da origem mogol
Alguns dizem que durante o governo mogol, os impostos sobre a terra eram cobrados do povo bengali de acordo com o calendário islâmico. Este calendário era um calendário lunar, e seu novo ano não coincidia com os ciclos agrícolas solares. De acordo com algumas fontes, o festival foi uma tradição introduzida em Bengala durante o governo do imperador mogol Akbar para cronometrar o ano fiscal para a colheita, e o ano Bangla foi chamado de Bangabda. Akbar pediu ao astrônomo real Fathullah Shirazi para criar um novo calendário combinando o calendário lunar islâmico e o calendário solar hindu já em uso, e isso ficou conhecido como Fasholi shan (calendário da colheita). Segundo alguns historiadores, isso deu início ao calendário bengali . De acordo com Shamsuzzaman Khan, pode ser Nawab Murshid Quli Khan, um governador mogol, que primeiro usou a tradição de Punyaho como "um dia para a cobrança cerimonial do imposto sobre a terra" e usou a política fiscal de Akbar para iniciar o calendário Bangla.
De acordo com Shamsuzzaman Khan, e Nitish Sengupta, a origem do calendário bengali não é clara. De acordo com Shamsuzzaman, é chamado de Bangla shon ou shaal, que são palavras árabes (سن) e persas (سال), respectivamente, sugerindo que foi introduzido por um rei ou sultão muçulmano". Em contraste, segundo Sengupta, seu nome tradicional é Bangabda. Também não está claro se foi adotado por Alauddin Husain Shah ou Akbar. A tradição de usar o calendário bengali pode ter sido iniciada por Husain Shah antes de Akbar. Independentemente de quem adotou o calendário bengali e o ano novo, afirma Sengupta, ajudou a cobrar impostos sobre a terra após a colheita da primavera com base no calendário bengali tradicional, porque o calendário islâmico islâmico criava dificuldades administrativas para definir a data de coleta.

#### Teoria da origem de Vikramaditya
Alguns historiadores atribuem o calendário bengali ao rei indiano Shashanka do século VII. O termo Bangabda (ano de Bangla) também é encontrado em dois templos de Shiva muitos séculos antes da era de Akbar, sugerindo que o calendário bengali existia antes da época de Akbar. Várias dinastias cujos territórios se estendiam até Bengala, antes do século 13, usavam o calendário Vikrami . Textos e inscrições budistas criados na era do Império Pala mencionam "Vikrama" e os meses como Ashvin, um sistema encontrado em textos sânscritos em outras partes do subcontinente indiano antigo e medieval.
Nas comunidades bengalis rurais da Índia, o calendário bengali é creditado a "Bikromaditto", como muitas outras partes da Índia e do Nepal . No entanto, ao contrário dessas regiões onde começa em 57 aC, o calendário bengali começa em 593 dC, sugerindo que o ano de referência inicial foi ajustado em algum momento.

### Uso contemporâneo
Em Bangladesh, no entanto, o antigo calendário bengali foi modificado em 1966 por um comitê liderado por Muhammad Shahidullah, fazendo com que os primeiros cinco meses tivessem 31 dias de duração, com descanso de 30 dias cada, com o mês de Falgun ajustado para 31 dias em todos os anos bissextos. Isso foi oficialmente adotado por Bangladesh em 1987. Desde então, o calendário nacional começa com e o festival de ano novo sempre cai em 14 de abril em Bangladesh. Em 2018–19, o calendário foi alterado novamente, com Falgun agora durando 29 dias em anos regulares e 30 dias em anos bissextos, em um esforço para se alinhar mais com o uso ocidental do calendário gregoriano. No entanto, a data da celebração, 14 de abril, foi mantida.
O calendário bengali na Índia permanece vinculado ao sistema de calendário hindu e é usado para definir os vários festivais hindus bengalis. Para bengalis de Bengala Ocidental e outros estados indianos, o festival cai em 14 ou 15 de abril de cada ano. O atual calendário bengali em uso nos estados indianos é baseado no texto sânscrito Surya Siddhanta . Ele mantém os nomes sânscritos históricos dos meses, com o primeiro mês como Baishakh.

## Costumes do feriado

### Visitar familiares e amigos
Durante Pohela Boishakh, as pessoas usam trajes tradicionais, ou seja, mulheres vestidas com saris e homens vestidos com kurta, visitam suas famílias e amigos e passam tempo juntos. Pohela Boishakh também é conhecida por unir amigos e familiares depois de muito tempo.

### Saudação de ano novo

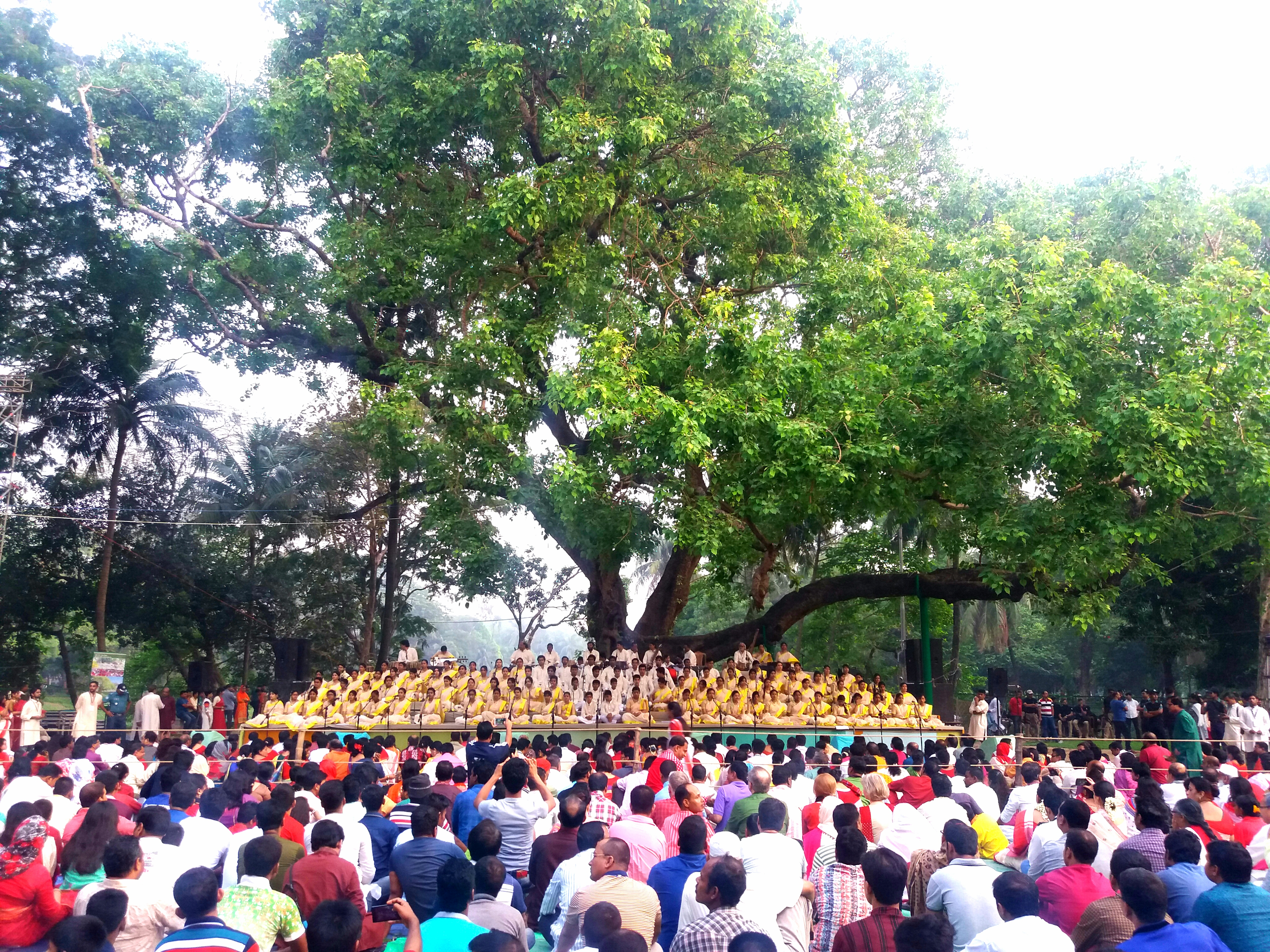
A saudação de ano novo no Ramna Park

A celebração do ano novo bengali Pahela Baishakh começa ao amanhecer organizada pela organização cultural Chhayanaut dando as boas-vindas ao ano em Ramna Batamul sob a figueira-de-bengala no Parque Ramna em Bangladesh.

### Haal Khata
Haal Khata é um festival celebrado por ocasião de Pohela Boishakh para completar todas as contas do ano passado e abrir um novo livro razão. É observado pelos empresários, lojistas e comerciantes bengalis. Significa que todo ano começa com um novo começo.

### Traje vermelho-branco
Nesta ocasião, os homens são vistos vestindo Kurta vermelho ou branco com desenhos tradicionais impressos ou bordados. Mulheres e moças usam saree vermelho e branco com blusas e coroas de flores na cabeça. As meninas também se vestem com salwar kameez . Eles são vistos usando ornamentos e acessórios tradicionais junto com seus vestidos. Acredita-se que seja porque os livros tradicionais usados em Haal Khata tinham uma capa vermelha com páginas brancas.

### Refeição baishakhi
Nos últimos tempos, alegando ser tradicional, os bengalis comem Panta Bhat ou poitabhat, que é um prato à base de arroz preparado com a imersão do arroz, geralmente sobras, em água durante a noite. É popularmente comido com peixe Hilsa e outros caril. Mas muitos argumentam que não é uma tradição antiga e apenas uma tendência. Para impedir a sobrepesca e repovoar a população cada vez menor de Hilsa, nessa época, a pesca é proibida.

### Feira Rural de Baishakhi
É uma feira realizada pelos moradores daquela região onde são vendidos diversos produtos, desde livros até pratos especiais. Tradicionalmente, a feira era realizada sob enormes figueiras-de-bengala e comerciantes de todas as áreas se reuniam com seus produtos e brinquedos na feira. Alguns passeios, como o Nagordola (roda-gigante de madeira), são voltados para crianças. Diferentes tipos de alimentos tradicionais são vendidos nas barracas, como Jilipi, Sandesh, Soan papdi, Batasha (um doce feito de açúcar ou açúcar mascavo),  Khoi (arroz estourado), Kadma (um doce feito de açúcar), e assim por diante. 'Bioscope', uma forma do antigo projetor de cinema, também fazia parte da atração para os jovens de antigamente.

## Localidade

### Bangladesh

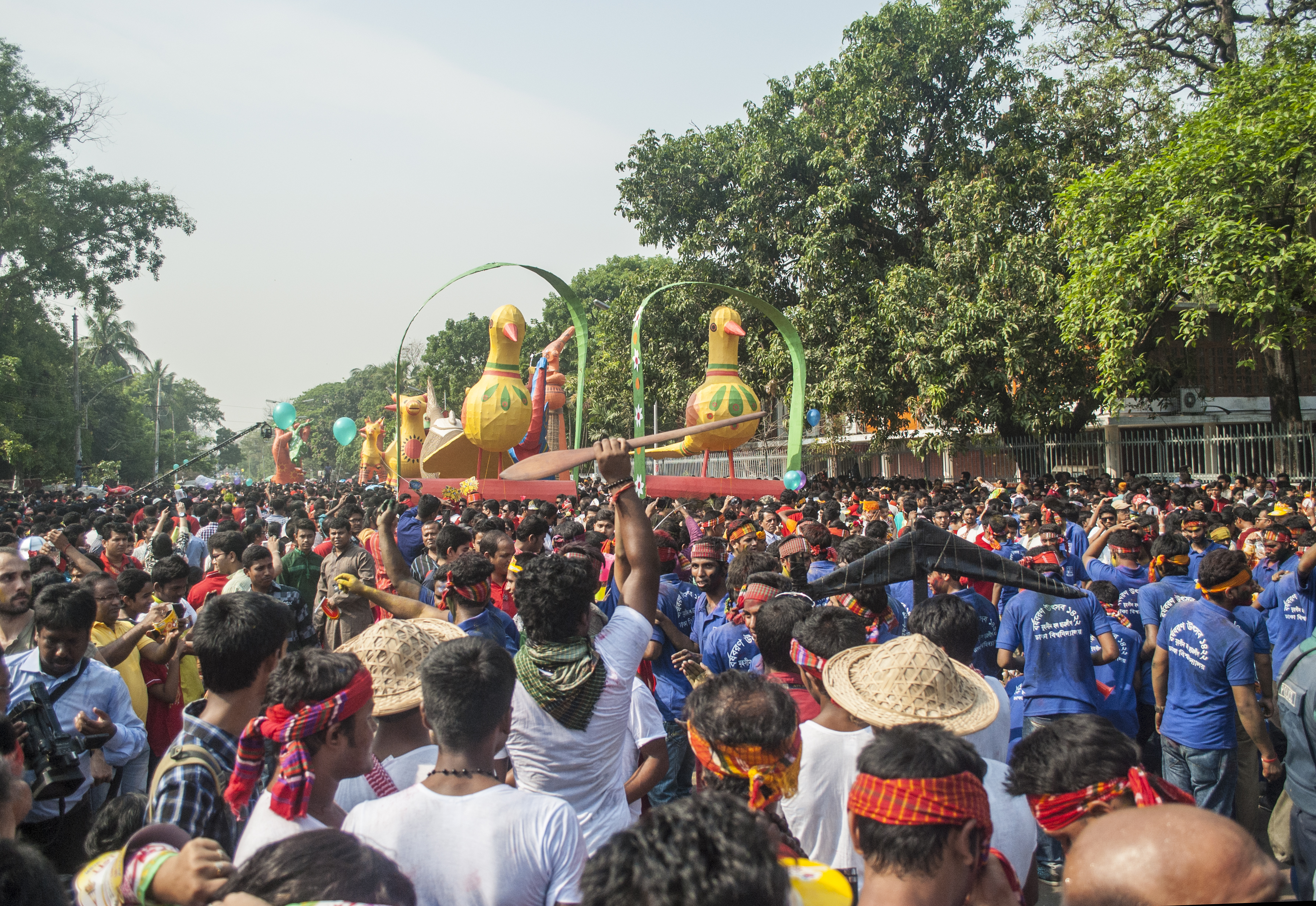
Mangal Shobhajatra em Pohela Boishakh em Bangladesh. A UNESCO reconhece Mangal Shobhajatra como patrimônio cultural.

O Ano Novo bengali é observado como feriado em Bangladesh. É comemorado além das fronteiras religiosas por sua maioria muçulmana e minoria hindu. De acordo com Willem van Schendel e Henk Schulte Nordholt, o festival se tornou um meio popular de expressar o orgulho cultural e a herança entre os bangladeshianos que resistiram ao domínio paquistanês nas décadas de 1950 e 1960.
O dia é marcado com cantos, procissões e feiras. Tradicionalmente, as empresas começam este dia com um novo livro-razão, limpando o antigo, que geralmente envolve convidar clientes fiéis e oferecer doces a eles. Este festival é chamado Haal Khata. Cantores executam canções tradicionais de boas-vindas ao ano novo. As pessoas gostam de peças clássicas de Jatra . As pessoas usam roupas festivas com mulheres cobrindo seus cabelos com flores. As combinações de cores branco-vermelho são particularmente populares.
Os bengaleses preparam e desfrutam de uma variedade de comidas festivas tradicionais em Pohela Boishakh. Estes incluem panta bhat (arroz regado), ilish bhaji (peixe hilsa frito) e muitos bhartas (pastas) especiais.

#### Em Daca

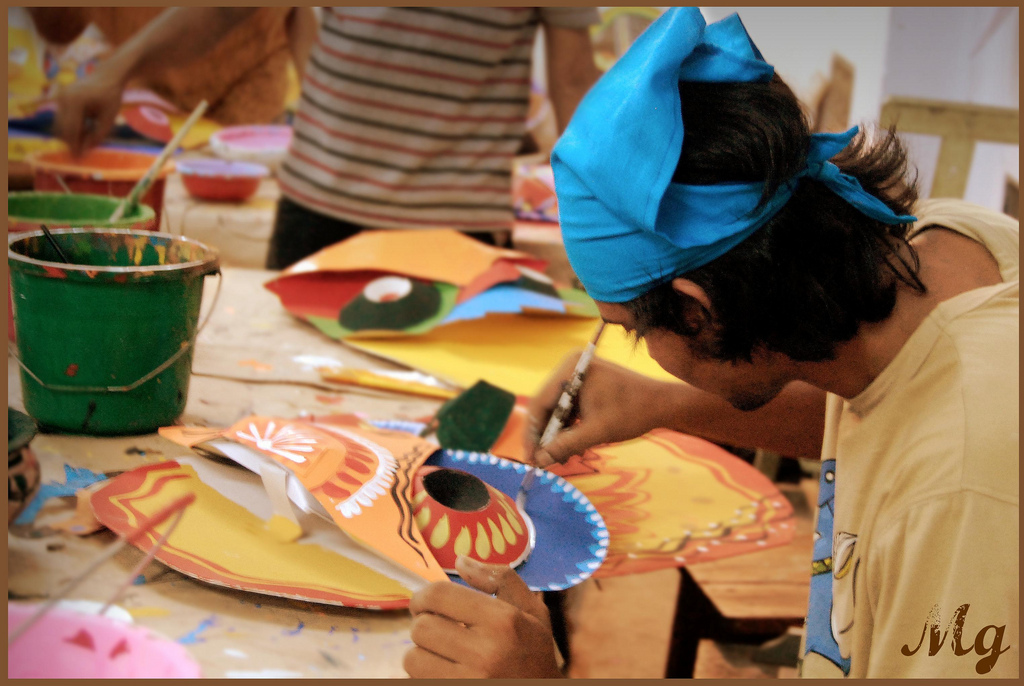
Alunos do Instituto Charukala (Belas Artes), Universidade de Dhaka preparando máscaras para Pohela Boishakh

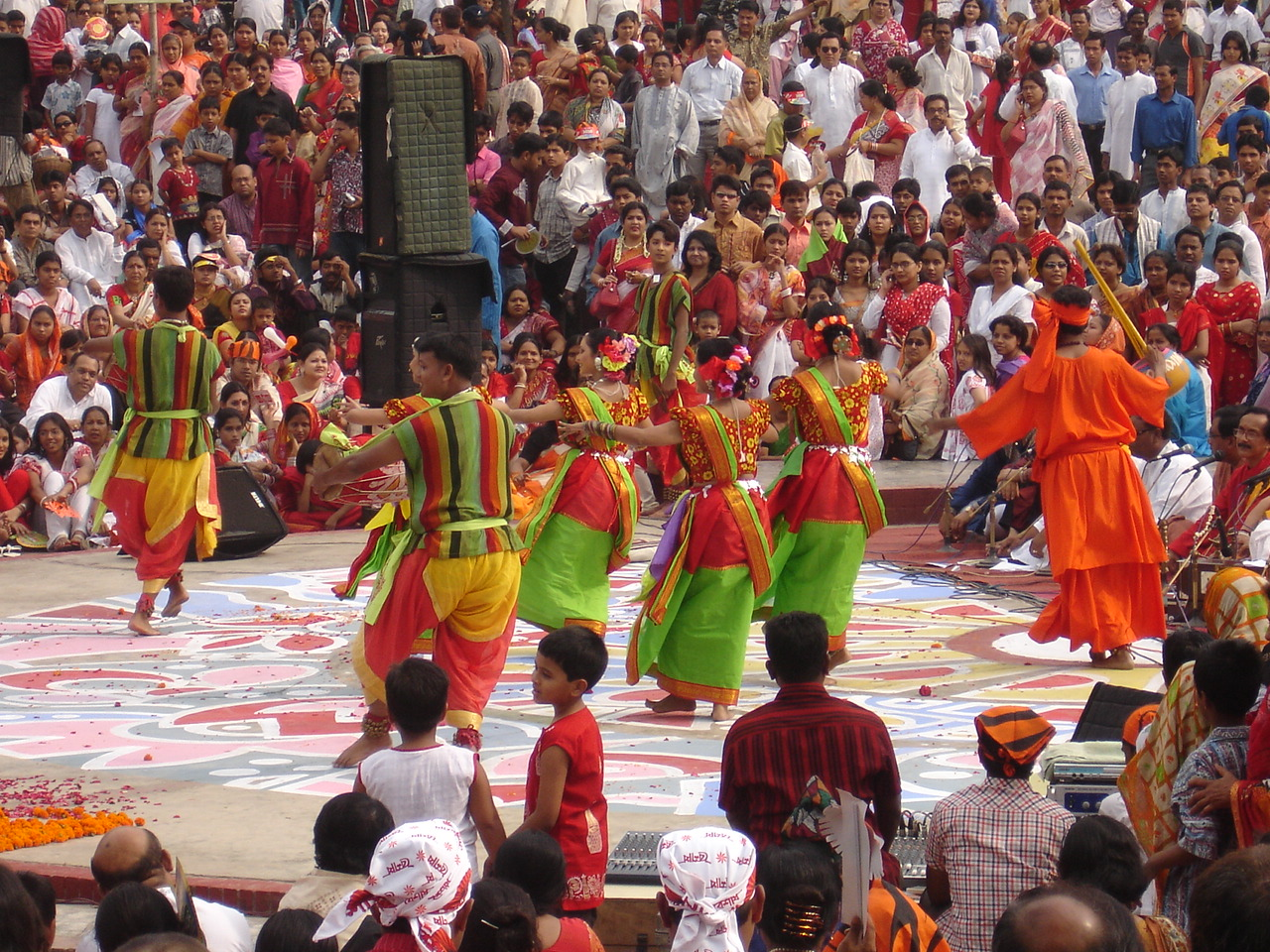
Celebração colorida de Pohela Boishakh em Dhaka

As celebrações começam em Dhaka ao amanhecer com uma versão da canção " Esho he Boishakh " de Rabindranath Tagore por Chhayanaut sob a figueira-da-índia em Ramna (o Ramna Batamul). Uma parte integrante das festividades é o Mangal Shobhajatra, uma tradicional procissão colorida organizada pelos alunos da Faculdade de Belas Artes da Universidade de Dhaka (Charukala). De acordo com a história, a etapa rudimentar do Mangal Shobhjatra foi iniciada em Jessore por Charupith, uma organização comunitária, em 1985. Mais tarde, em 1989, a Faculdade de Belas Artes da Universidade de Dhaka organizou este Mangal Shobhajatra com diferentes motivos e temas. Agora, o Mangal Shobhajatra é comemorado por diferentes organizações em todo o país.
A tradição Mangal Shobhajatra da Universidade de Dhaka começou em 1989, quando os alunos usaram a procissão para superar sua frustração com o regime militar. Eles organizaram o festival para criar máscaras e carros alegóricos com pelo menos três temas, um destacando o mal, outro a coragem e um terceiro sobre a paz. Também destacou o orgulho do povo de Bangladesh por sua herança popular, independentemente de religião, credo, casta, sexo ou idade.
Nos últimos anos, a procissão tem um tema diferente relevante para a cultura e política do país a cada ano. Diferentes organizações culturais e bandas também se apresentam nesta ocasião e feiras que celebram a cultura bengali são organizadas em todo o país. Outros eventos tradicionais realizados para celebrar Pohela Boishakh incluem corrida de touros em Munshiganj, Boli Khela (luta livre) em Chittagong, Nouka Baich (corrida de barco), briga de galos, corrida de pombos.

#### Em Chittagong
As celebrações de Pohela Boishakh em Chittagong envolvem tradições semelhantes às de Dhaka. Os alunos do instituto de belas artes da Universidade de Chittagong trazem a procissão Mangal Shobhajatra na cidade, seguida de atividades culturais de um dia inteiro.
No DC Hill & CRB, uma série de programas culturais são realizados por diferentes organizações socioculturais e educacionais da cidade. O Shammilito Pohela Boishakh Udjapon Parishad realiza uma função de dois dias nas instalações da colina para observar o festival, começando com as recitações de Rabindra Sangeet pela manhã. No final da tarde, até a noite, o programa Chaitra Sangkranti é realizado para se despedir do ano anterior.
Na Chittagong Shilpakala Academy, são exibidas diferentes culturas folclóricas, músicas, danças e shows de marionetes.

### Índia

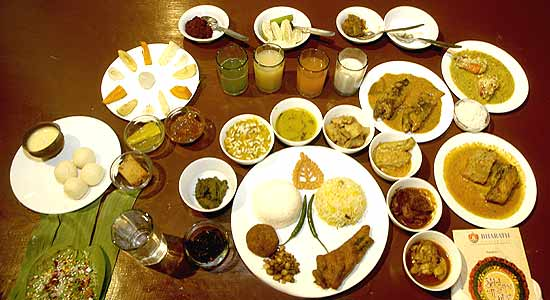
Refeição Festiva Poila Boishakh

Os bengalis da Índia celebram historicamente Poyla Boishakh, e é um feriado regional oficial em seus estados de Bengala Ocidental e Tripura. O dia também é chamado de Nabo Barsho.

#### Bengala Ocidental
Poila Boisakh tem sido o tradicional festival de Ano Novo no estado, com o ano novo conhecido como Noboborsho. O festival cai em 14 ou 15 de abril, já que Bengala Ocidental segue seu calendário tradicional bengali, que se ajusta ao ciclo solar de maneira diferente do usado em Bangladesh, onde o festival cai em 14 de abril.
Eventos notáveis de Bengala Ocidental incluem as procissões culturais matinais chamadas Prabhat Pheri . Essas procissões apresentam trupes de dança e crianças vestidas com carros alegóricos, exibindo suas artes performáticas ao som de canções de Rabindranath Tagore.

#### Tripura e Nordeste da Índia
Pohela Boishakh é um feriado estadual em Tripura. As pessoas usam roupas novas e começam o dia rezando nos templos por um ano próspero. O dia marca o tradicional ano novo contábil para os comerciantes. Alimentos festivos, como confeitos e doces, são comprados e distribuídos como presentes para amigos e familiares.
O festival também é observado pelas comunidades bengalis em outros estados do leste, como Assam.

### Comemoração em outros países
Bangladesh Heritage and Ethnic Society of Alberta, no Canadá, celebra seu Heritage Festival (Ano Novo Bengali) de uma maneira colorida junto com outras organizações. O povo bengali em Calgary celebra o dia com comida tradicional, roupas e com a cultura bengali. O Conselho Bangabandhu da Austrália também hospeda um evento Pohela Boishakh no Parque Olímpico de Sydney.